# Viorel Cibotaru
Viorel Cibotaru (ur. 19 kwietnia 1958 w Kiszyniowie) – mołdawski polityk, dziennikarz i urzędnik państwowy, w 2015 minister obrony, lider Partii Liberalno-Demokratycznej (2016–2018).

## Życiorys
Absolwent dziennikarstwa na Państwowym Uniwersytecie Mołdawskim (1980), doktoryzował się w 1986 w zakresie filologii na tej samej uczelni. Pracował jako nauczyciel akademicki i w administracji centrali mołdawskich związków zawodowych, gdzie był zastępcą redaktora naczelnego branżowego czasopisma. W latach 1992–1995 kierował redakcją periodyku „Oastea Moldovei”, wydawanego przez resort obrony. Później w ramach tego ministerstwa kierował sekretariatem prasowym (do 1997) i departamentem spraw zagranicznych (do 1999). Od 2000 zatrudniony w różnych instytutach badawczych, w 2009 podjął pracę w międzynarodowym think tanku DCAF w Genewie.
W lutym 2015 objął urząd ministra obrony w rządzie Chirila Gaburiciego, sprawował go do lipca tegoż roku. W 2016 zastąpił Vlada Filata na stanowisku przewodniczącego Partii Liberalno-Demokratycznej, pełnił tę funkcję do 2018.